# Pallavolo agli XI Giochi dei piccoli stati d'Europa - Torneo maschile
Il X torneo maschile di pallavolo ai Giochi dei piccoli stati d'Europa si è svolto dal 31 maggio al 4 giugno 2005 ad Andorra la Vella, in Andorra, durante gli XI Giochi dei piccoli stati d'Europa. Al torneo hanno partecipato 5 squadre nazionali europee di stati con meno di un milione di abitanti e la vittoria finale è andata per la settima volta a Cipro.

## Squadre partecipanti
- Andorra
- Cipro
- Islanda
- Lussemburgo
- San Marino

## Classifica finale
| Classifica | Squadre     |
| ---------- | ----------- |
|            | Cipro       |
|            | Andorra     |
|            | San Marino  |
| 4          | Lussemburgo |
| 5          | Islanda     |